# 阿部野神社

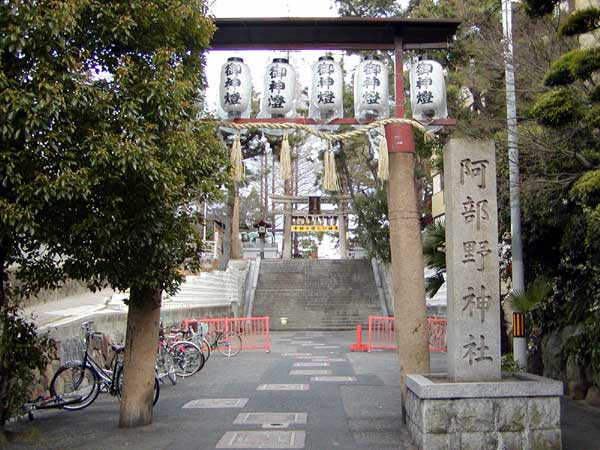
鳥居

阿部野神社（あべのじんじゃ）は、大阪市阿倍野区北畠にある神社。南朝方に付いて各地を転戦した北畠顕家と、その父の北畠親房を祀る。建武中興十五社の一社で、旧社格は別格官幣社で、現在は神社本庁の別表神社。
「阿倍野神社」は誤表記。

## 歴史

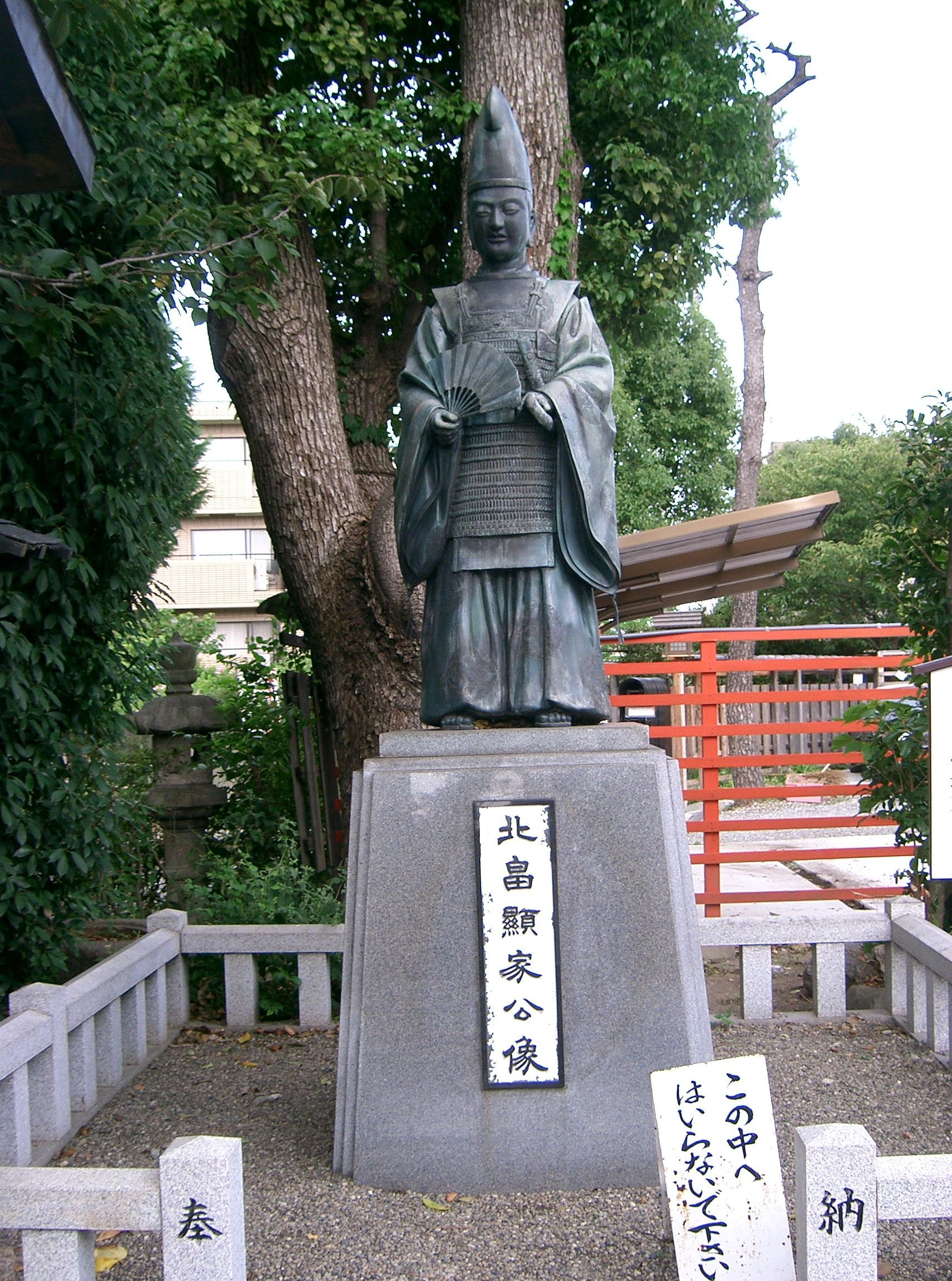
北畠顕家公像

当社は、延元3年（1338年）に北畠顕家が石津の戦いで高師直に敗れて亡くなったと伝承される地に、1875年（明治8年）、地元の有志が顕家を祀る祠を建立したのに始まる。
1878年（明治11年）2月27日、東城兎幾雄・松本楚文ら15人が東成郡阿部野村にある北畠顕家の墓を修繕し、社殿を造営したいと願い出た。大阪府は、建物と境内の面積、創建後の維持の方法、神官の受け持ちを定め、社地と墓地を区分した詳細絵図を添えてもう一度願い出るようにと答えた。請願者は400円を用意し、天王寺村内の土地の購入計画を立てた。再提出を受けた大阪府は、願いの通りにするよう請願書を添えて内務省に伺を出した。内務省は神社創建は請願通り、墓は民間に任せず官費で記念碑を建てるべきと判断し、それが9月21日に太政官政府の決定として下された。
しかし、この決定から創建まではなお曲折があった。大阪府は、北畠顕家の忠誠は楠木正成・新田義貞・名和長年・菊池武時らと同じだから、顕家を祭る神社にもしかるべき社格を定めるべきではないか、という内容の伺を同じ年の11月20日に内務省に出した。内務省は3年後の1881年（明治14年）11月16日に北畠顕家と北畠親房の2人を祭神とする別格官幣社の阿部野神社を阿部野村に創建する方針を固め、それが1882年（明治15年）1月24日に太政官の正式決定となった。これにより、社格と名称が定まった。墓所に記念碑をたてる案は取り止めになった。
ところで、大阪で創建を進めていた有志は、参拝に便利な天王寺村字天下茶屋に神社を建てるつもりで、寄付金を集めて土地の購入に着手していた。阿部野村に建てる決定を知り、東城ら12人は、土地を寄付するので社殿建築を有志に任せてほしいと3月22日に大阪府知事建野郷三に申し入れた。その後、天下茶屋の予定地は民家のそばで低湿だというので、近くの丘に変えることを有志のうちで議決し、6月2日に伊藤祐暉ら6名が大阪府知事に両地の図面を差し出した。大阪府も実地検分の上同意し、住吉郡住吉村藪山への変更を内務省に上申した。翌1883年（明治16年）、内務省は阿部野神社の宮司と東京で面談した上で、人民の願い通りにするのがよかろうと賛成し、3月7日に太政官が変更を決定した。
社殿は1887年（明治20年）3月に完成し、鎮座祭は1893年（明治23年）3月に斎行された。
しかし、1945年（昭和20年）3月13日・14日の第1回大阪大空襲で社殿は全焼した。1948年（昭和23年）に神社本庁の別表神社に加列されている。
現在の社殿は1968年（昭和43年）に再建されたものである。

### 年表
- 1875年（明治8年） - 北畠顕家を祀る祠が建てられる。
- 1878年（明治11年）
  - 2月27日 - 東城兎幾雄ら有志が顕家を祭る神社の創建を願い出る。
  - 3月18日 - 大阪府が詳しい計画の提出を求める。
  - 6月21日 - 有志が詳しい計画と資金の手当てを提出する。
  - 8月2日 - 大阪府が内務省に請願を紹介し、聞き届けるよう伺を立てる。
  - 9月16日 - 内務省が創建を太政官に求める。
  - 9月21日 - 太政官が創建を承認する。
  - 9月29日 - 有志に許可が渡される。
  - 11月20日 - 大阪府が他の功臣と同等の待遇を内務省に求める。
- 1880年（明治13年）10月1日 - 創建着手の許可が出る。
- 1881年（明治14年）11月16日 - 内務省が太政官に別格官幣社の阿部野神社の創建を求める。
- 1882年（明治15年）
  - 1月24日 - 太政官が別格官幣社阿部野神社を阿賀野村に創建することを内務省と大阪府に命じる。
  - 3月22日 - 東城兎幾雄らが天王寺村での社殿建築を大阪府に願い出る。
  - 6月2日 - 伊藤祐暉らがさらなる社地の変更を大阪府に願い出る。
  - 9月22日 - 別格官幣社の中で阿部野神社の順位が名和神社の次と定められる[8]。
  - 10月31日 - 大阪府が内務省に住吉村字藪山への社地変更を求める。
- 1883年（明治16年）
  - 2月1日 - 内務省が太政官に、社地を人民の願い通りにするよう稟候する。
  - 2月26日 - 太政官第二局が内務省の伺に賛成の議按を作成する。
  - 3月7日 - 太政官が阿部野神社の社地を住吉村字藪山に変更することを決定する。
- 1887年（明治20年）3月 - 社殿が竣工する。
- 1893年（明治23年）3月 - 鎮座祭が行われる。
- 1945年（昭和20年）3月13日・14日 - 第1回大阪大空襲で全焼する。
- 1968年（昭和43年） - 社殿が再建される。

## 祭神
- 主祭神 - 北畠親房、北畠顕家

## 唱歌
- 「鉄道唱歌 第5集 関西・参宮・南海篇（1900年）」（作詞:大和田建樹 作曲:多梅稚）によって、住吉区の遠里小野と共にこの阿部野神社一帯（安倍晴明神社も含まれる）が歌い込まれている。

63. 遠里小野の夕あらし 吹くや阿倍野の松陰に 顕家父子の社あり 忠死のあとは何方ぞ

## 境内
- 本殿 - 1968年（昭和43年）再建。
- 拝殿 - 1968年（昭和43年）再建。
- 勲之宮 - 祭神：南部師行とその郎党108名
- 祖霊社
- 奥宮（御魂振之宮） - 祭神：天照大御神、三輪大神、少彦名大神、菅原道真公。本殿の裏側にある。
- 旗上稲荷社 - 祭神：豊受稲荷大神、高倉大明神、白鷹大明神
- 旗上芸能稲荷社 - 祭神：大宮能売大神（天宇受売命）
- 土宮 - 祭神：白姫大明神（大土地地主之神）
- 祓戸社 - 祭神：祓戸大神
- 社務所
- 武徳殿
- 北畠顕家像
- 茶室「中今亭」

## 前後の札所
神仏霊場巡拝の道
43 四天王寺　-　44 阿部野神社　-　45 今宮戎神社

## 交通
- 阪堺電気軌道阪堺線 天神ノ森停留場
  - かつて、天神ノ森停留場の南、阿部野神社西門下に「宮ノ下停留場」があった（1911年の阪堺線開通と同時に「阿部野神社停留場」として開業）。戦前に廃止されたが現在もホーム跡が残る。
- 南海本線・高野線 岸里玉出駅
  - 1900年に高野鉄道（のち高野登山鉄道→大阪高野鉄道）の「勝間駅」が開業し、1903年に「阿部野駅」と改称された。1913年に南海鉄道の「岸ノ里駅」が開業し、1922年に南海鉄道が大阪高野鉄道を合併すると、1925年に高野線の阿部野駅も南海本線の駅名に合わせる形で岸ノ里駅と改称された。岸ノ里駅は1993年に南海本線の玉出駅と統合されて「岸里玉出駅」となった。